# Ribeirão do Baú
O ribeirão do Baú é um curso de água do estado de Santa Catarina, no Brasil.
Está situado no município de Ilhota e é um afluente do rio Luís Alves. Nasce a cerca de 25 quilômetros ao noroeste e desagua a cerca de dez quilômetros da cidade de Ilhota, próximo à rodovia BR-470. Tem aproximadamente 25 quilômetros de extensão.